# Orthoscuticella wilsoni
Orthoscuticella wilsoni är en mossdjursart som först beskrevs av William MacGillivray 1881.  Orthoscuticella wilsoni ingår i släktet Orthoscuticella och familjen Catenicellidae. Inga underarter finns listade i Catalogue of Life.